# Venezolanische Fußballnationalmannschaft (U-17-Juniorinnen)
Die venezolanische U-17-Fußballnationalmannschaft der Frauen repräsentiert Venezuela im internationalen Frauenfußball. Die Nationalmannschaft untersteht der Federación Venezolana de Fútbol und wird seit Januar 2022 von Yllenys Pérez trainiert.
Die Mannschaft tritt bei der U-17-Südamerikameisterschaft und der U-17-Weltmeisterschaft für Venezuela an. Mit zwei Südamerikameisterschaften (2013 und 2016) zählt das Team nach Brasilien zu den erfolgreichsten U-17-Nationalmannschaften in Südamerika. Bei der U-17-Weltmeisterschaft erreichte die venezolanische Auswahl mit dem Einzug ins Halbfinale 2014 und 2016 ihr bislang bestes Ergebnis.

## Turnierbilanz

### Weltmeisterschaft
| Jahr   | Gastgeber           | Platzierung        |
| ------ | ------------------- | ------------------ |
| 2008   | Neuseeland          | nicht qualifiziert |
| 2010   | Trinidad und Tobago | Gruppenphase       |
| 2012   | Aserbaidschan       | nicht qualifiziert |
| 2014   | Costa Rica          | Halbfinale         |
| 2016   | Jordanien           | Halbfinale         |
| 2018   | Uruguay             | nicht qualifiziert |
| 2021 1 | Indien 1            | – 1                |
| 2022   | Indien              | nicht qualifiziert |

### Südamerikameisterschaft
| Jahr   | Gastgeber   | Platzierung       |
| ------ | ----------- | ----------------- |
| 2008   | Chile       | Gruppenphase      |
| 2010   | Brasilien   | 3. Platz          |
| 2012   | Bolivien    | Gruppenphase      |
| 2013   | Paraguay    | Südamerikameister |
| 2016   | Venezuela   | Südamerikameister |
| 2018   | Argentinien | 4. Platz          |
| 2020 2 | Uruguay 2   | – 2               |
| 2022   | Uruguay     | Gruppenphase      |